# Collocalia troglodytes
Andorinhão-pigmeu ou salangana-pigmeia (Collocalia troglodytes) é uma espécie de ave da família Apodidae.
É endémica das Filipinas.
Os seus habitats naturais são: florestas subtropicais ou tropicais húmidas de baixa altitude.